# الساندرو گودانو
الساندرو گودانو (انگلیسی: Alessandro Godano؛ زادهٔ ۲۸ ژوئیهٔ ۱۹۹۷) بازیکن فوتبال اهل ایتالیا است.